# Prominske naslage
Prominske naslage (Promina naslage, Promina slojevi) skupina su taložina procijenjene mlađepaleogenske (eocensko-oligocenske) starosti u perijadranskom pojasu, nazvanih prema planini Promini. Tvore ih valutičnjaci, tupine i vapnenci te nalazišta smeđeg ugljena. Sadrže sitnozrnate karbonatne sedimente.
Ležišta smeđeg ugljena na ovim naslagama nalaze se u okolici Drniša i Obrovca, primjerice, u Siveriću i  Promini. Na istome području nalaze se i ležišta boksita.
Pronađene su i u Vinodolu.